# Programa Bolsa Floresta
El Programa Bolsa Floresta (PBF) fue un programa administrado por la Fundación de Sostenibilidad Amazonas, en el estado de Amazonas, Brasil, para alentar a la conservación de bosques a través de su uso sostenible. Proporcionaba asistencia financiera directa y soporte indirecto a los residentes de áreas protegidas de Brasil para su uso sostenible. La asistencia financiera se otorgaba a cambio de que se comprometan en medidas de conservación.
En 2018 fue discontinuado por un nuevo programa llamado "Floresta em Pé" ("Bosques de pie").

## Historia
La Fundación de Sostenibilidad del Amazonas (Fundação Amazonas Sustentável: FAS) es una ONG privada con sede en Manaus, Amazonas, que promueve la conservación del medio ambiente a través del desarrollo sostenible en las unidades de conservación estatales. Es una sociedad entre el gobierno del estado de Amazonas y el Banco Bradesco. El FAS fue creado en diciembre de 2007 para administrar productos y servicios ambientales de las unidades de conservación del Estado, y administrar el programa Bolsa Floresta. La organización está financiada por ONGs afiliadas, organismos gubernamentales y particulares y empresas. La mayor parte del financiamiento proviene de fuentes privadas como Coca-Cola, Samsung, Grupo Abril y Marriott International.
El Programa Bolsa Floresta (PBF) tiene su origen en las iniciativas de la Zona Franca Verde lanzadas en 2003 por la Secretaría de Medio Ambiente y Desarrollo Sostenible (SDS) del Estado de Amazonas para promover el uso sostenible de los recursos naturales, para aumentar los beneficios ambientales de los bosques. La SDS inició el programa en septiembre de 2007 y lo asignó al FAS en marzo de 2008. Bolsa Floresta fue el principal programa de FAS, hasta su reemplazo en 2018 por un nuevo programa. La financiación principal proviene de Bradesco y el Fondo Amazonas, que cuenta con el apoyo del Banco de Desarrollo de Brasil (BNDES) y el Gobierno de Noruega. La deforestación es monitoreada anualmente por el FAS, SDS y el análisis de imágenes satelitales por parte de organizaciones asociadas.

## Participación
El programa Bolsa Floresta es voluntario e involucra a familias que viven a lo largo de los ríos dentro de unidades de conservación estatales en Amazonas. El enfoque inicial en las unidades de conservación se debe a la disponibilidad de un marco legal existente, aunque en el diseño original se contemplaba extenderlo a otras áreas. El ingreso formal de la mayoría de las familias elegibles las ubicaría en el nivel de pobreza extrema. Sin embargo, esto aumenta considerablemente después de tener en cuenta el valor del cultivo de tala y quema de yuca, caza, pesca y recolección de productos forestales.
El programa proporciona beneficios sociales y apoyo a las asociaciones comunitarias a cambio de participar en talleres sobre servicios ambientales, el compromiso de no abrir nuevas áreas de cultivo en el bosque primario y la inscripción permanente de niños en la escuela. El objetivo básico es mejorar la calidad de vida valorando el bosque en pie. Bolsa Floresta impone reglas ligeramente más estrictas que las establecidas en los planes de manejo de la unidad de conservación. La familia debe unirse a la asociación de reserva y pagar la tarifa de la asociación, debe enviar a sus hijos a la escuela, no puede aumentar el área de cultivo y solo puede despejar el crecimiento secundario para la rotación de cultivos. Sin embargo, la inscripción en Bolsa Floresta por familias elegibles es cercana al 100%.
A fines de 2008, el programa cubrió las reservas de desarrollo sostenible de Uatumã, Mamirauá, Piagaçu-Purus, Uacari y Cujubim y la Reserva Extractiva Catuá-Ipixuna. Hubo planes para extender el programa en 2010 para incluir también el Bosque Estatal de Maués, las reservas de desarrollo sostenible de Amanã, Juma, Río Madeira y Río Amapá y la Reserva Extractiva Río Gregório. A partir de 2016, el programa estaba operando en quince unidades de conservación que cubrían un total de más de 100 000 kilómetros cuadrados (38 610 mi²). De estos, la Reserva de Desarrollo Sostenible de Juma era una iniciativa REDD+ certificada y los otros catorce estaban en la fase de preparación para REDD+.

## Componentes del programa
El programa tiene cuatro componentes: ingreso, familia, asociación y un componente social. El componente de ingresos del programa apoya actividades sostenibles de generación de ingresos que incluyen el procesamiento local de productos para agregar valor, ecoturismo, piscicultura, producción de miel natural y cría de ganado pequeño. El componente familiar otorga un pequeño pago mensual de R$ 50 (US $ 30) a cada hogar a cambio de un compromiso para preservar el bosque. El estipendio se paga a las madres de familias que viven en unidades de conservación como recompensa por conservar el bosque. El componente de asociación proporciona fondos a las asociaciones de residentes de las reservas, que pueden decidir libremente cómo quieren usar los fondos. El componente de asociación, cuyo objetivo es fortalecer la organización comunitaria y el control del programa, equivale a aproximadamente el 10% del componente familiar.
El componente social, coordinado con las instituciones gubernamentales, mejora la infraestructura de educación, saneamiento, salud, comunicaciones y transporte. La salud se considera una parte esencial del programa, ya que los otros beneficios tienen un valor limitado si no se acompañan de una mejora en la salud. El programa trabaja con otras organizaciones estatales y privadas para mejorar la salud entre los participantes de Bolsa Floresta. La malaria, la diarrea, la gripe y la helmintiasis (infección por lombrices) juntas representan alrededor del 95% de las enfermedades en las unidades de conservación de Bolsa Floresta. El FAS está involucrado en la capacitación de trabajadores de la salud en formas de prevenir estas enfermedades y en el desarrollo de planes para cada unidad de conservación. Por ejemplo, la distribución de elementos para purificar el agua en la Reserva Extractiva de Río Gregório en 2015 resultó en una caída drástica en los casos de diarrea.